# 足立区立足立入谷小学校
足立区立足立入谷小学校（あだちくりつあだちいりやしょうがっこう）は、東京都足立区にある公立小学校。

## 沿革
- 2001年（平成13年）
  - 4月1日 - 開校。
  - 4月2日 - 開校式と最初の始業式及び第1回入学式挙行。開校時点の児童数は332名。
  - 12月1日 - 開校式典挙行し、祝賀会開催。
- 2002年（平成14年）
  - 3月22日 - 第1回卒業式挙行。最初の卒業生は57名。
  - 3月25日 - 最初の修了式挙行。
- 2003年（平成15年）3月 - 入谷学童保育分室の設置工事完了。
- 2006年（平成18年）1月22日 - 開校5周年を祝う会開催。
- 2011年（平成23年）12月3日 - 創立十周年記念式典挙行し、祝賀会開催。
- 2017年（平成29年）1月24日 - 夢のスーパーシェフ給食実施。
- 2020年（令和2年）
  - 6月1日 - この日から6月19日まで、新型コロナウイルス感染拡大の影響により、簡易昼食付で、3日に1回の分散登校実施。
  - 6月22日 - 本格登校再開。ただし、8月末日まで、簡易昼食は継続した。
- 2021年（令和3年）11月10日 - 創立二十周年記念式典挙行。

## 教育目標
- やさしい子（徳育）
- がんばる子（知育）
- げんきな子（体育）

## 通学区域
出典
- 入谷2丁目（7番以降）
- 入谷3丁目（全域）
- 入谷4丁目（全域）
- 入谷7丁目（9番～21番）
- 入谷8丁目（全域）
- 入谷9丁目（全域）
- 舎人6丁目（4番から8番を除く）

## 進学先小学校
出典
公立中学校に進学する場合
- 足立区立入谷中学校

## 学校周辺
- セブンイレブン足立入谷3丁目店 - 入谷大橋通り（足立区道）をはさんで、敷地が隣接。
- ドラッグストアセキ足立入谷店 - 足立区道をはさんで、敷地が隣接。
- 特別養護老人ホーム紫磨園
- 足立区立入谷中学校 - 主な進学先中学校。
- 足立区立いりや第一保育園 - 進学前保育園のひとつ。
- 都営舎人町アパート
- 足立区立いりや第二保育園 - 進学前保育園のひとつ。
- 東京都道・埼玉県道239号足立川口線
- 首都高速道路川口線
  - 最寄りの出入口は、足立入谷ランプだが、出口は都心方面、入口は川口・東京外環自動車道・東北自動車道方面のみ。逆方面からの利用は、加賀ランプか新郷ランプ（埼玉県川口市）を利用しなければならない。
- 毛長川 - 学校付近では、東京・埼玉都県境となる川。
  - 中居橋

## アクセス
- 国際興業バス「西11」・「川04」の各系統、足立区コミュニティバス「はるかぜ」「3号 西新井・舎人線」で、「足立入谷小学校」バス停下車後、グラウンド側の門まで、
  - 1番のりば（見沼代親水公園駅行(国際興業バス「西11」・はるかぜ3号)・舎人団地行(国際興業バス「川04」)）から、すぐそば。
  - 2番のりば（西新井駅行(国際興業バス「西11」・はるかぜ3号)・川口駅東口行(国際興業バス「川04」)）から、徒歩約100m・約2分。
- 東京都交通局日暮里・舎人ライナー
  - 見沼代親水公園駅から、
    - 徒歩で約1.27km・約20分（校舎側の正門まで）。
    - 上述の国際興業バス・足立区コミュニティバス「はるかぜ」に乗車し、「足立入谷小学校」バス停下車（グラウンド側の門まで）。

  - 舎人駅から、徒歩約1.33km・約20分（校舎側の正門まで）。